# Postoje
Postoje (cyr. Постоје) – wieś w Bośni i Hercegowinie, w Republice Serbskiej, w gminie Kotor Varoš. W 2013 roku liczyła 174 mieszkańców.